# 2022年11月

## 11月1日
- 4时27分（UTC+8），梦天实验舱与中国空间站组合体完成交会对接。[1]
- 美國創作歌手泰勒絲在發行專輯《午夜》後，成為首位取得《告示牌》百大熱門榜熱門單曲前十名的藝人[2]。
- 利库德集团在2022年以色列議會選舉中以32席取得领先，其所在的右翼集团共赢得超过半数的64席次[3]。
- 2022年丹麦大选举行。

## 11月2日
- 埃塞俄比亚政府与提格雷人民解放阵线在南非比勒陀利亚签署旨在结束内战的永久停火协议。[4]
- 瑞士社會民主黨籍資深政府部長西莫內塔·索瑪魯加宣布將在2022年底辭去瑞士聯邦委員會職務[5]。

## 11月3日
- 巴基斯坦前总理伊姆兰·汗在旁遮普省古吉兰瓦拉市遭遇暗杀，腿部中弹。[6]

## 11月4日
- 德國聯邦總理率團訪問北京，與中华人民共和国領導人习近平和李克强會面[7]。

## 11月5日
- 韓國《英雄聯盟》電子競技團隊DRX在總決賽中以3–2的比分擊敗T1，贏得2022[8]。
- 美國職業棒球大聯盟球隊休士頓太空人在系列賽以4比2擊敗費城費城人，贏得2022年世界大賽冠軍[9]。

## 11月6日
- 坦桑尼亚精密航空一架ATR 42客机於維多利亞湖堕毁，导致至少19人死亡。[10][11]
- 義大利賽車手弗朗切斯科·巴尼亞亞在2022年贏得冠軍[12]。
- 法國網球選手卡羅琳·加西婭在單打比賽擊敗阿瑞娜·莎芭蓮卡，贏得2022年WTA年終總決賽單打項目冠軍[13]。
- 第27屆聯合國氣候變化大會在埃及沙姆沙伊赫召開[14]。

## 11月7日
- 加拿大环球新闻发文指控中国政府干预2019年加拿大聯邦大選，指中国政府在大选期间利用动用其在加拿大的代理人网络，向一名国会候选人和一名安大略省省议会议员提供25万加元资助[15]。

## 11月8日
- 美國舉行中期選舉。[16]
- 在2022年关岛联邦众议员选举中，共和党人詹姆斯·莫伊伦成功当选没有投票权的美国联邦众议院代表，成为自1993年以来第一位成功当选此职的共和党人。[17]

## 11月9日
- 中信兄弟以4：0擊敗樂天桃猿，拿下中華職棒33年總冠軍[18]。
- 俄罗斯军队宣布撤离俄占赫尔松的赫尔松市，并将该州的行政中心迁至海尼切斯克[19]。

## 11月11日
- 19時57分（UTC+13），汤加發生芮氏規模7.3級強震[20]。
- 第40屆和第41屆東協峰會在柬埔寨首都金邊舉行[21]。
- 東協發表聯合聲明，原则上同意東帝汶加入，成為東協第11個成員國[22]。

## 11月12日
- 美国达拉斯航展发生撞机事故，共造成6人死亡[23]。

## 11月13日
- 娜塔莎·皮尔茨·穆萨尔赢得2022年斯洛文尼亚总统选举，成为该国首位女总统。[24]
- 土耳其最大城市伊斯坦布尔独立大街发生爆炸袭击，至少8人死亡、81人受伤[25]。当局指责库尔德斯坦工人党及叙利亚民主联盟党策动事件，以报复土耳其于2019年入侵叙利亚罗贾瓦地区[26]。

## 11月14日
- 美國總統拜登和中华人民共和国主席習近平藉出席G20峰會舉行會場面對面會晤[27]。

## 11月15日
- 二十国集团领导人於15日至16日在印尼巴厘岛举行G20峰會[28]。
- 凌晨1點29分在菲律賓首都馬尼拉聖克魯斯區的國家婦產科醫院「何塞·法貝拉博士紀念醫院（英语：Dr. Jose Fabella Memorial Hospital）」誕生1名女嬰維尼絲（Vinice），成為全球第80億人[29]。
- 两枚来源不明的导弹击中位于波兰与乌克兰边境的普热沃杜夫村，造成2人死亡。经北約初步調查後認定，此次事件是烏克蘭發射防空導彈攔截俄羅斯導彈空袭時，意外墜落波蘭領土[30]。
- 前美国总统唐纳德·特朗普在海湖庄园宣布参加2024年美国总统选举共和党初选[31]。

## 11月16日
- 阿提米絲1號於美國東部時間1時47分44秒從甘迺迪太空中心發射，前往月球進行為期25天的任務[32]。
- 热莉卡·茨维亚诺维奇、热利科·科姆希奇和戴尼斯·贝契罗维奇就任波斯尼亚和黑塞哥维那主席团成员，茨维亚诺维奇首先担任轮值主席[33]。

## 11月18日
- 美国加利福尼亚北区联邦地区法院裁定前生物技术公司Theranos创办人伊丽莎白·霍姆斯犯欺诈罪，判处监禁11年零3个月[34]。
- 秘鲁南美航空的一架空中客车A320neo在起飞过程中遭遇跑道入侵，两名消防员在撞击后死亡[35]。
- 第27届国际计量大会向国际单位制引进ronna、quetta、ronto和quecto4个词头，为1991年以来，国际单位制首次新增内容[36]。

## 11月19日
- 2022年國際足協世界盃在卡塔尔首都多哈巴伊特体育场开幕[37]。
- 馬來西亞舉行首相和國會下議院第15屆選舉，選後大馬出現歷史上首次懸峙議會[38]。

## 11月20日
- 赤道几内亚举行总统、议会和市政选举[39]。
- 哈萨克斯坦举行总统选举，包括现任总统托卡耶夫在内的6名候选人参选[40]，托卡耶夫当选。
- 美國科罗拉多州科罗拉多斯普林斯的一家同性恋酒吧举行纪念跨性別追悼日变装活动，期间爆发枪击案，造成5人死亡、25人受伤[41]。

## 11月21日
- 印度尼西亚西爪哇省展玉附近海域发生Mww5.6级地震，造成至少103人死亡、700多人受伤[42]。
- 广濑纱绫被欺凌冻死事件学校的副校长首次发声“10名加害者的未来很重要”引发热议。[43]
- 中国河南安阳市一厂房发生火灾，致38人死亡、2人受伤。[44]
- 中国水下考古发现体量最大的木质沉船长江口二号清朝古船在长江口水域整体打捞出水。[45]

## 11月22日
- 13時03分（UTC+11），索羅門群島馬蘭戈（Malango）西南方18公里處海域發生7.0級強震。約半小時後13時37分，在馬蘭戈西南方31公里處海域又發生6.0級地震[46]。
- 在壹傳媒高層大搜捕中被捕的六名壹傳媒董事和高層張劍虹、陳沛敏、羅偉光、林文宗、馮偉光及楊清奇承認犯下串謀勾結外國勢力罪，三名國安法指定法官裁定罪成，刑期押後至黎智英庭審結束後宣佈[47]。
- 因工資津貼發放不到位、封控措施嚴格，中國河南省鄭州市富士康工廠發生騷亂，工人和警察發生衝突[48]。事後鸿海科技集团声明致歉[49]。

## 11月24日
- 在經歷5天的組閣協商後，馬來西亞最高元首蘇丹阿都拉正式委任安华·依布拉欣為第十任首相。[50]
- 中国大陆新疆乌鲁木齐市天山区吉祥苑小区一高层住宅楼发生火灾。由于当局实施严格的封控措施，事发楼内居民无法及时逃生，造成10人死亡、9人受伤。[51]事件引发当地民众不满，集体上街抗议，要求政府解封[52][53]。
- 加拿大籍歌手吳亦凡因强奸、聚众淫乱案被北京市朝阳区人民法院一审判处有期徒刑13年，同时因偷逃税问题被北京市税务局宣布追缴税款和罚款共计6亿元。[54]

## 11月26日
- 2022年中華民國地方公職人員選舉舉行投票，執政黨民主進步黨在關鍵的縣市長選舉中只贏得五席，創下1989年首次參選以來的最低紀錄，在野黨中國國民黨則贏得13席，台灣民眾黨1席，無黨籍2席。同日舉行的18歲公民權修正案差通過門檻400多萬票，未獲通過[55]。

## 11月27日
- 在任时间最长非君主制国家元首（英语：List of current state leaders by date of assumption of office）、赤道几内亚总统特奥多罗·奥比昂·恩圭马·姆巴索戈在2022年赤道几内亚大选胜选，第六度连任总统。[56]
- 新疆乌鲁木齐火灾发生后，中国上海乌鲁木齐中路爆发要求取消动态清零政策抗议活动，现场爆发警民冲突[57]。与此同时，中国80余所高校及多座城市也出现了哀悼、抗议活动。[58][59]

## 11月28日
- 香港終審法院批准壹傳媒集團創辦人黎智英聘用英國御用大律師Tim Owen參與國安法案例審理後，香港行政長官李家超宣佈提請全國人大常委會釋法[60]。

## 11月29日
- 搭载长征二号F运载火箭的神舟十五号载人飞船从中国酒泉卫星发射中心升空[61]。

## 11月30日
- 人工智能公司OpenAI的ChatGPT推出，不到一週便已有超過一百萬使用量[62]。
- 新华社发布《告全党全军全国各族人民书》，宣布第三代领导人、前中共中央总书记江泽民因患白血病合并多脏器功能衰竭抢救无效，在上海病逝，享寿96岁[63]。现任中共中央总书记习近平担任治丧委员会主任委员[64]。
- 据美国中央司令部确认，伊斯兰国哈里发阿布·哈桑·哈希米·库拉希在10月中旬德拉省的一场军事行动期间被自由叙利亚军击毙[65]。